# 벽계정
벽계정은 대한민국 전북특별자치도 장수군 장계면 삼봉리에 있다. 2017년 11월 17일 장수군의 향토문화유산 제15호로 지정되었다.

## 개요
벽계정은 주변에 사는 주민들이 계를 조직하고 건립한 정자로서 상량문이 보이지 않아 정확한 건축 연대는 알 수 없으나 내부에 걸린 편액을 통해 1936년에 건립한 것으로 추정된다. 벽계정은 건립연대가 늦지만 보존상태가 양호하고 사용된 부재도 건실하며 전통적인 건축수법을 바탕으로 새로운 수법이 적용되어 건축적인 가치도 있다.